# Carlsen Field
Carlsen Field es una localidad de Trinidad y Tobago, que forma parte de la región de Couva-Tabaquite-Talparo.

## Geografía
La localidad abarca parte de la isla Trinidad y limita al norte con Edinburgh 500 y Longdenville (ambos del borough de Chaguanas), al sur con Freeport y Arena, al este con Palmiste y Todd's Road y al oeste con Edinburgh Village, Chandernagore, Agostini Village y Chase Village.

## Demografía
Datos demográficos de la localidad de Carlsen Field:
| Gráfica de evolución demográfica de Carlsen Field entre 2000 y 2011 |
|                                                                     |